# Axel Gabriel Oxenstierna
Axel Gabriel Oxenstierna, född 30 januari 1679 på Fiholm i Jäders socken, död 24 augusti 1755 på Tidö i Rytterne socken, var en svensk greve, astronom och militär.

## Biografi
Axel Gabriel Oxenstierna var son till Gabriel Turesson Oxenstierna. Han reste 1689 till fadern i Haag, studerade 1690–1693 vid Utrechts universitet och vistades sedan några år på resor i Tyskland, Österrike och Italien. Efter hemkomsten blev han 1698 kammarherre hos änkedrottning Hedvig Eleonora. Vid krigsutbrottet 1700 gick han i fält som volontärofficer vid armén, befordrades till kapten vid Livgardet 1702 och major där, blev samma år fånge i samband med kapitulationen vid Perevolotjna och fördes till Moskva. Oxenstierna återkom till Sverige 1722, ärvde på mödernet Tidö och Vikhus i Västmanland, blev samma år överste och fick 1723 generalmajors avsked. Oxenstierna var bokligt intresserade, och studerade redan under fångenskapen i Ryssland men framför allt senare på Tidö astronomi. Nils Nordenmark har kallat honom "Sveriges förste privatastronom". Hans anteckningar som idag finns bevarade hos Vetenskapsakademien visar viktiga observationer av mån- och solförmörkelser, solfläckar, Jupiters månar, stjärn- och planetockultationer, 1736 års Merkuriuspassage med mera. Oxenstierna ägde även ett betydande bibliotek. Han var mecenat åt astronomen Olof Petrus Hjorter.